# جمشید بختیار
جمشید بختیار (زاده ۱۳۰۲ - درگذشته ؟) سیاست‌مدار ایرانی بود، که در دوره بیست‌وسوم مجلس شورای ملی، بعنوان نماینده اردل، از استان چهارمحال و بختیاری در مجلس شورای ملی حضور داشت.